# شور عشق
شور عشق فیلمی به کارگردانی نادر مقدس، نویسندگی نادر مقدس و انوشه منادی و تهیه‌کنندگی داریوش بابائیان محصول سال ۱۳۷۹ است.

## خلاصه داستان
این فیلم داستان علاقه دختر و پسری است که برای ازدواج با مخالفت‌های خانواده دختر مواجه هستند، بنابراین آن‌ها به یکی از شهرهای شمال کشور فرار می‌کنند اما…

## بازیگران
- مهناز افشار
- بهرام رادان
- ایرج راد
- پوراندخت مهیمن
- رضا خندان
- جعفر بزرگی
- زیبا کاویانی
- افلیا حسینی
- علی برجسته
- بابک نوری
- مهدی امینی‌خواه
- کاظم افرندنیا
- مینا نوروزی
- معصومه اسکندری
- هما خاکپاش
- احمد هدایتی
- لیلی خلیلی
- مجید واشقانی
- مهرداد فلاحتگر
- فهیمه ساعی
- علی عابدی
- نصرت‌الله طاهری
- ابوالحسن علی‌محمدی
- هیلا اکرانی

## جشنواره‌ها
فیلم شور عشق در پنجمین دوره جشن خانه سینما (۱۳۸۰) حضور داشته است.